# Le Médecin malgré lui

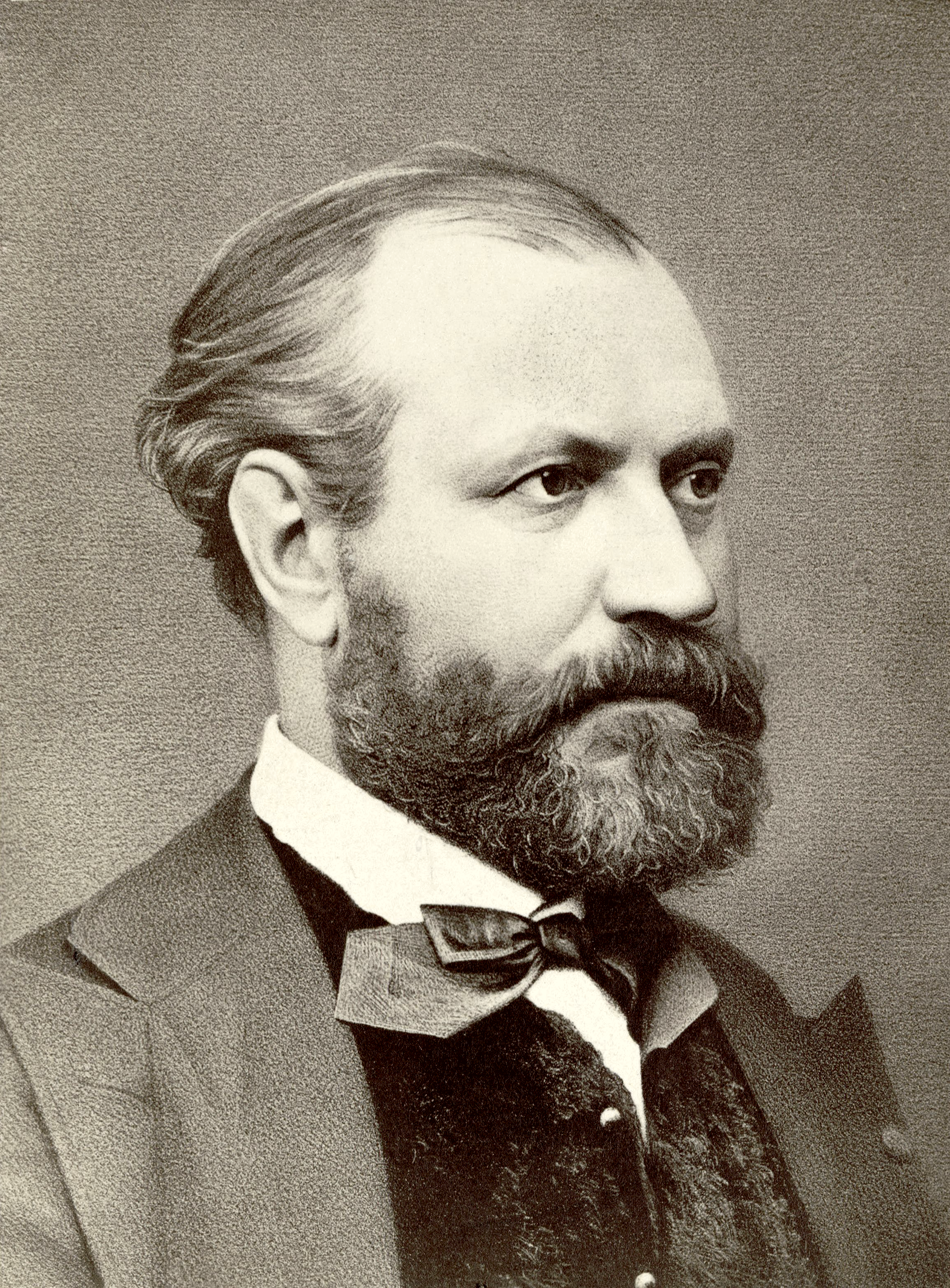
Charles Gounod

Le Médecin malgré lui (Läkare mot sin vilja) är en fransk opéra comique i tre akter med musik av Charles Gounod och libretto av Jules Barbier och Michel Carré efter en komedi med samma namn av Molière.

## Historia
Den talade dialogen mellan musiknumren var Molières egen. På grund av operans nära släktskap med originalpjäsen protesterade den franska nationalteatern Comédie-Française mot dess uppförande. Först efter att kejsaren själv lagt sig i ärendet löstes problemet. Operan hade premiär den 15 januari 1858 på Théâtre Lyrique i Paris. Svensk premiär den 14 december 1863 på Kungliga Operan i Stockholm.
Operan spelades på nytt på Opéra-Comique åren 1872, 1886, 1902 och 1938; sattes upp i Hamburg och Warszawa  1862; och i England mellan 1865 och 1891. Den 25 november 1978 framfördes operan för 100:e gången på Opéra-Comique, dirigerad av Sylvain Cambreling och med Jean-Philippe Lafont, Jocelyne Taillon och Jules Bastin bland sångarna.
I juni 1923 bad Sergej Djagilev Erik Satie att komponera recitativ som ersättning för den talade dialogen. Dessa recitativ framfördes i Monte Carlo den 5 januari 1924.
På senare år har operan sällan uppförts men det har förekommit några radioutsändningar: från BBC på 1950-talet och i fransk radio på 1970-talet.
Yale Opera framförde stycket med recitativen i samarbete med Beinecke Rare Book and Manuscript Library och the Yale French Department i april 2004 i New Haven, Connecticut. Utopia Opera i New York framförde operan på franska med engelsk textning i mars 2013 och i februari 2014.
Fortfarande ges operan då och då i franska provinser. Grand Théâtre de Genève gav operan i en uppsättning av Laurent Pelly i april 2016.

## Personer
| Roller                                   | Stämma      | Premiärbesättning 15 januari 1858 (Dirigent: Adolphe Deloffre) |
| ---------------------------------------- | ----------- | -------------------------------------------------------------- |
| Sganarelle, en skogshuggare ('fagotier') | baryton     | Auguste Meillet                                                |
| Léandre, Lucindes älskade                | tenor       | Fromont                                                        |
| Martine, Sganarelles hustru              | mezzosopran | Amélie Faivre                                                  |
| Jacqueline, Lucas hustru                 | mezzosopran | Caroline Girard                                                |
| Lucinde, Gérontes dotter                 | sopran      | Esther Caye                                                    |
| Géronte, en rik borgare                  | bas         | Lesage                                                         |
| Valère, Gérontes betjänt                 | baryton     | Émile Wartel                                                   |
| Lucas, Gérontes tjänare                  | tenor       | Adolphe Girardot                                               |
| Monsieur Robert                          | talroll     | Ernest Leroy                                                   |
| Skogshuggare, musiker, bönder            | kör         |                                                                |

## Handling
Martine vill hämnas på sin man som alltid slår henne. Då deras granne Gérontes tjänare skall skaffa en läkare till dottern Lucinde, som har blivit stum för att slippa gifta sig med den man fadern har valt åt henne, förklarar Martine att hennes man Sganarelle är läkare. Han går motsträvigt med på att besöka Lucinde och ställer snabbt diagnosen för kort tungband. Tunghäftan släpper då han tar med hennes älskade Léandre, som han påstår är apotekare. Så fort han har tagit pulsen säger hon att hon vill gifta sig med Léandre. Lucinde och Léandre rymmer tillsammans, med då Géronte får höra att Léandre har ärvt sin rike morbror ger han sitt tillstånd till vigseln, och Sganarelle förlåter sin hustru hennes del i spelet.